# Gazela indyjska
Gazela indyjska (Gazella bennettii) – gatunek gazeli należący do rodziny wołowatych, wcześniej klasyfikowana jako podgatunek Gazella gazella bennettii.
Występuje w Indiach, Iranie i Pakistanie. Osiąga 65 centymetrów wysokości i 23 kilogramy wagi. 
Populacja chinkary zwiększyła się po wytępieniu  geparda azjatyckiego w Indiach.